# 1-й Мисливський провулок (Житомир)
1-й Мисливський провулок — провулок у Корольовському районі Житомира. 

## Розташування
Провулок розташований в привокзальній частині міста. Починається з прибудинкової території будинку № 98/74 по вулиці Київській. Прямує на південний схід. Завершується перехрестям з Гоголівською вулицею.  

## Історія
У 1909 році відомий як Східний провулок. Пізніше — Георгіївський провулок. Між 1952 та 1957 роками Георгіївський провулок перейменовано на Мисливський. У 1958 році Мисливський провулок перейменовано на 1-й Мисливський провулок. 
Провулок та його садибна забудова (переважно зі східної сторони) сформувалися на початку ХХ століття. Станом на 1915 рік вздовж провулка пролягала міська межа. До будівництва у 1960-х роках будинку № 98/74 по вулиці Київській, провулок був довшим та починався з Київської вулиці. У 1960 — 1980-х роках західну сторону провулка (здебільшого вільну від садибної забудови) забудовано багатоквартирними житловими будинками, яким присвоєно адреси «Східна вулиця».